# 160 Уна
160 Уна (160 Una) — астероїд головного поясу, відкритий 20 лютого 1876 року.